# Manfred Knodt
Manfred Knodt (* 11. August 1920 in Schlitz; † 29. Oktober 1995 in Dreieich) war ein deutscher evangelischer Pfarrer und Historiker. Er war Chronist des Hauses Hessen-Darmstadt.

## Leben
Manfred Knodt war ein Sohn des Pfarrers Hermann Knodt (1880–1969) und Gertrud Lucius (1880–1932), der Tochter des altlutherischen Pfarrers Richard Lucius (1845–1909). Er studierte Theologie in Marburg (wo er Mitglied des Marburger Wingolf wurde), Wien und Erlangen und wurde an der Universität Gießen zum Doktor der Philosophie promoviert. 1945 wurde er im Kriegsgefangenenlager in Colchester ordiniert. Knodt war bis 1948 als Lagerpfarrer tätig und wurde 1949 Pfarrer an der Stadtkirche in Darmstadt. Er war Mitglied der Michaelsbruderschaft und betreute als Prediger die Kommunität der Marienschwestern. Von 1984 bis 1995 war er Vorsitzender der Hessischen Familiengeschichtlichen Vereinigung Darmstadt.
Knodt war verheiratet und hatte zwei Kinder.

## Schriften
- Das evangelische Darmstadt in Geschichte und Gegenwart: Zum 625jährigen Stadtjubiläum Darmstadts. Waitz, Darmstadt 1955.
- mit Kurt Gramer (Fotos): Evangelische Stadtkirche in Darmstadt. Schnell und Steiner, München 1980, ISBN 3-7954-0814-8 (Große Kunstführer. Bd. 80).
- Russische Kapelle St. Maria Magdalena Darmstadt. Schnell und Steiner, München 1981 (Kleine Kunstführer. Bd. 1174).
- mit Ursula Gleimann, Hanna Brückmann, Helga Schmitt, Gerhard Stephan, Karl Hofmeister, Hans Jung: 100 Jahre Alice-Hospital 1883–1983. Festschrift. Roetherdruck, Darmstadt 1983.
- Die Regenten von Hessen-Darmstadt. 3. Auflage. Schlapp, Darmstadt 1989, ISBN 3-87704-004-7.
- Ernst Zimmermann (1786–1832). Ein bedeutender Hofprediger in Hessen-Darmstadt an der Wende von der Aufklärung zur Erweckung. Lang, Frankfurt am Main 1989, ISBN 3-8204-1090-2.
- Rundblick vom Stadtkirchturm: Erinnerungen an Darmstadts Weg aus den Trümmern, Geschichte 1944–1993. Schlapp, Darmstadt 1993, ISBN 3-87704-030-6.
- Ernst Ludwig, Großherzog von Hessen und bei Rhein. Sein Leben und seine Zeit. 3. Auflage. Schlapp, Darmstadt 1997, ISBN 3-87704-006-3.